# MCM-41

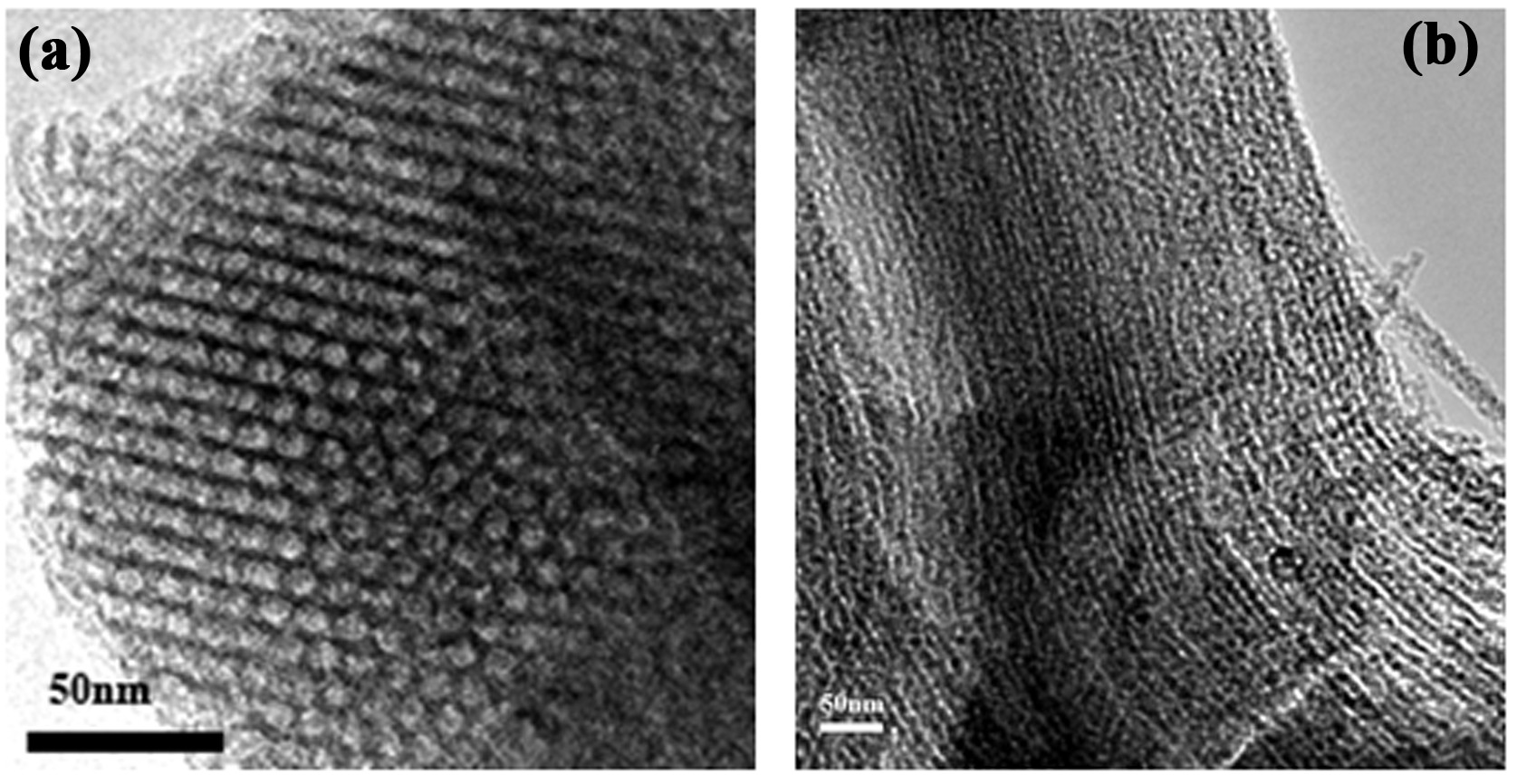
Vues au microscope électronique d'un matériau carboné nanostructuré azoté (N-OMC) de structure MCM-41 prises parallèlement (a) et orthogonalement (b) à la direction des canaux.

Le MCM-41, pour Mobil Composition of Matter (en) no 41, est un matériau mésoporeux à structure hiérarchisée de la famille des silicates et aluminosilicates développé dans les années 1990 au sein des laboratoires de la société Mobil pour être utilisé comme catalyseur ou support de catalyseurs. Il contient un arrangement régulier de mésopores cylindriques formant un système de pores unidimensionnel. Il est caractérisé par un diamètre de pores ajustable de manière indépendante et une distribution des pores précise, les pores ayant une surface et un volume importants. Ces pores sont plus grands que ceux des zéolithes et la distribution des pores peut facilement être ajustée. Les mésopores ont un diamètre de 2  à   6,5 nm.
Contrairement aux zéolithes, le réseau des MCM-41 ne porte pas de centres acides de Brønsted car il ne contient pas d'atome d'aluminium. L'acidité du MCM-41 dopé à l'aluminium est par conséquent comparable à celle des aluminosilicates amorphes.
Afin d'obtenir des pores de diamètre défini, on utilise des tensioactifs qui forment des micelles lors de la synthèse en solution. Ces micelles forment des structures de base qui aident à l'édification du réseau mésoporeux. Le tensioactif généralement utilisé pour produire le MCM-41 est le bromure de cétyltriméthylammonium (CTAB). Le tensioactif forme d'abord des micelles en forme de bâtonnets qui s'alignent en formant des réseaux hexagonaux. La silice est ensuite introduite dans la solution et recouvre les bâtonnets. La calcination conduit à la condensation des groupes silanol de sorte que les atomes de silicium sont liés par des atomes d'oxygène. La matrice organique est oxydée par la calcination et disparaît complètement.
Les MCM-41, comme les zéolithes, sont largement utilisés dans le craquage catalytique.